# Rambung Estate
Rambung Estate is een bestuurslaag in het regentschap Serdang Bedagai van de provincie Noord-Sumatra, Indonesië. Rambung Estate telt 459 inwoners (volkstelling 2010).